# Släpvagnskontakter i Nordamerika

Översikt av släpvagnskontakter i Nordamerika.

Här redovisas släpvagnskontakter som förekommer i hela eller delar av Nordamerika.

## Introduktion
På den nordamerikanska marknaden är det mycket vanligt att bromsljus och blinkers kombineras, vilket avspeglar sig i nedanstående.
På personbilar och lätta lastbilar (anges nedan som Lätta Fordon) finns det ingen formell standard, istället finns det en uppsjö av kontakter med mer eller mindre vedertagen standard. Man kan dock inte vara helt säker förrän man gjort en mätning av aktuell kontakt på fordon och släpvagn att dessa passar varandra.
För Tunga fordon gäller SAE J560.
Notera att avvikande färgkodning kan användas för vissa funktioner, vilket gör att man inte kan lita på de färger som anges här utan att mäta upp kontakt och kablage från fall till fall. I en del fall - som i den flata 4-poliga eller 5-poliga kontakten är det dock tämligen uppenbart vilka färger som gäller för vilket stift.
I fall man har ett fordon som separerar vänster och höger sida för positionsljusen i 58L och 58R - som många tyska bilar - är det lämpligt att välja 58L som matning till bakljus. Man skall inte sammanfoga dessa två kretsar eftersom det kan skapa problem i dragbilen. Vill man vara mer avancerad kan man göra en enkel koppling med två dioder som åstadkommer symmetrisk belastning av kretsarna. Tänk på att dioderna måste tåla mycket ström, alternativt att de används till att styra ett relä som i sin tur matar släpvagnen. Om man har en släpvagn med mycket belysning är kopplingen med dioder och relä att föredra. Har man en enklare släpvagn är inkoppling på 58L oftast tillräckligt.
På marknaden finns ett stort antal särskilda konverterare som löser problemet med att koppla en bil med europeisk standard till en släpvagn med nordamerikansk standard. Det de flesta av dessa konverterare gör är att sammanföra körriktningsvisare och bromsljus till att använda samma lampa på släpet L54 respektive R54 enligt DIN och hanterar inte eventuella fall med positionsljus i två separata kretsar i dragfordonet.

## Tunga fordon - SAE J560

7-polig släpvagnskontakt ISO 1185/SAE J560 (dragfordonssida)-

Fysisk utformning enligt standard ISO 1185  / SAE J560.
Kontakten för SAE J560 är fysiskt identisk med kontakten för ISO 1185. Skillnaden består i att J560 dels anger att spänningen skall vara 12V, andra ledningsareor till följd av högre strömuttag under 12V jämfört med 24V samt att några av stiften i kontakten har en något annorlunda funktion.
De funktionella skillnaderna är små, medan skillnaden i spänning och strömkrav gör att SAE J560 och ISO 1185 inte är kompatibla utan att man använder tilläggsutrustning i form av spänningsomvandlare och tar särskild hänsyn till pinne 7.
Notera att kontakt SAE J560 inte har styrning av bromsar. SAE J560 används normalt på tyngre släp med tryckluftsbromsar, varvid endast strömförsörjning av ABS-enhet och indikering av pågående bromsning genom bromsljussignal krävs.
SAE J560 introducerades 1951, vilket gör att äldre tunga fordon (veteranfordon) kan ha andra kontakter.
| Nr | DIN       | Signal                                                         | Kabelfärg | Rek. Ledningsarea | Rek. Ledningsarea | Noter          |
| Nr | DIN       | Signal                                                         | Kabelfärg | mm²               | AWG               | Noter          |
| -- | --------- | -------------------------------------------------------------- | --------- | ----------------- | ----------------- | -------------- |
| 1  | 31        | Jord (-)                                                       | Vit       | 10                | 8                 |                |
| 2  | 58 or 58R | Breddmarkeringslykta, sidomarkeringslykta, identifieringslykta | Svart     | 4                 | 12                |                |
| 3  | L         | Vänster blinkers                                               | Gul       | 4                 | 12                |                |
| 4  | 54        | Bromsljus, ABS bromsindikering                                 | Röd       | 6                 | 10                |                |
| 5  | R         | Höger blinkers                                                 | Grön      | 4                 | 12                |                |
| 6  | 58 or 58L | Bakljus, skyltlykta                                            | Brun      | 4                 | 12                |                |
| 7  |           | Strömförsörjning ABS-broms, övrig utrustning                   | Blå       | 6                 | 10                | [ SAE_J560 1 ] |

Följande kompletterande information gäller för kontakten:
1. ↑  Minsta kabelarea för pin 7 är angivet av US Department Of Transportation till 10 AWG[7].

## Lätta fordon, vanligaste kontakttyperna
För lätta fordon finns en uppsjö av kontakter, men bland dessa finns två som är vanligast:
- 4-polig flat kontakt, ofta använd på enklare släpvagnar.
- 7-polig rund flatstiftskontakt, ofta använd på husvagnar m.m.

Detta har gjort att det finns kombikontakt att köpa för dragfordon som kombinerar dessa två i en modul.

### 7-polig rund flatstiftskontakt

7-polig släpvagnskontakt, flatstift (dragfordonssida).

Denna är vanlig för husvagnar och andra större släpvagnar där man har ytterligare laster utöver de grundläggande för bakljus och broms/blinkers.
| Nr | DIN             | Signal                      | Kabelfärg | Rek. Ledningsarea | Rek. Ledningsarea | Noter |
| Nr | DIN             | Signal                      | Kabelfärg | mm²               | AWG               | Noter |
| -- | --------------- | --------------------------- | --------- | ----------------- | ----------------- | ----- |
|    | 31              | Jord (-)                    | Vit       | 4                 | 12                |       |
|    | L54             | Vänster blinkers, Bromsljus | Gul       | 1.5               | 16                |       |
|    | 58              | Bakljus, skyltlykta         | Brun      | 1.5               | 16                |       |
|    | 15              | +12V styrd via tändning     | Svart     | 4                 | 12                |       |
|    | R54             | Höger blinkers, Bromsljus   | Grön      | 1.5               | 16                |       |
|    | Elektrisk broms | Blå                         | 4         | 12                |                   |       |
|    | Backlampa       | Lila                        | 1.5       | 16                |                   |       |

### 6-polig rund kontakt

6-polig rund kontakt (dragfordonssida).

Denna kontakt förekommer på släp av typen "Medium Duty" där man vill ha både backljus och elektrisk broms.
| Nr | DIN | Signal                      | Kabelfärg | Rek. Ledningsarea | Rek. Ledningsarea | Noter |
| Nr | DIN | Signal                      | Kabelfärg | mm²               | AWG               | Noter |
| -- | --- | --------------------------- | --------- | ----------------- | ----------------- | ----- |
|    | 31  | Jord (-)                    | Vit       | 4                 | 12                |       |
|    | L54 | Vänster blinkers, Bromsljus | Gul       | 1.5               | 16                |       |
|    |     | Backlampa                   | Lila      | 1.5               | 16                |       |
|    | R54 | Höger blinkers, Bromsljus   | Grön      | 1.5               | 16                |       |
|    |     | Elektrisk broms             | Blå       | 4                 | 12                |       |
|    | 58  | Bakljus, skyltlykta         | Brun      | 1.5               | 16                |       |

### Flat 5-polig kontakt

5-polig flat kontakt (Dragfordonssida).

Denna kontakt är inte fullt lika vanlig, men är kompatibel med den 4-poliga kontakten på så vis att ett dragfordon med denna kontakt kan kopplas till ett släpfordon med den 4-poliga flata kontakten.
Den extra förbindelsen används ofta för att spärra påskjutsbroms när man backar med släpvagnen.
| Nr | DIN | Signal                      | Kabelfärg | Rek. Ledningsarea | Rek. Ledningsarea | Noter |
| Nr | DIN | Signal                      | Kabelfärg | mm²               | AWG               | Noter |
| -- | --- | --------------------------- | --------- | ----------------- | ----------------- | ----- |
|    | 31  | Jord (-)                    | Vit       | 1.5               | 16                |       |
|    | 58  | Bakljus, skyltlykta         | Brun      | 1.0               | 18                |       |
|    | L54 | Vänster blinkers, Bromsljus | Gul       | 1.0               | 18                |       |
|    | R54 | Höger blinkers, Bromsljus   | Grön      | 1.0               | 18                |       |
|    |     | Backlampa                   | Lila      | 1.0               | 18                |       |

### Flat 4-polig kontakt

4-polig flat kontakt (dragfordonssida).

Denna kontakt är en av de vanligaste kontakterna på dragfordon i Nordamerika. Den innehåller minsta nödvändiga signaler för att uppfylla lagkrav.
| Nr | DIN | Signal                      | Kabelfärg | Rek. Ledningsarea | Rek. Ledningsarea | Noter |
| Nr | DIN | Signal                      | Kabelfärg | mm²               | AWG               | Noter |
| -- | --- | --------------------------- | --------- | ----------------- | ----------------- | ----- |
|    | 31  | Jord (-)                    | Vit       | 1.5               | 16                |       |
|    | 58  | Bakljus, skyltlykta         | Brun      | 1.0               | 18                |       |
|    | L54 | Vänster blinkers, Bromsljus | Gul       | 1.0               | 18                |       |
|    | R54 | Höger blinkers, Bromsljus   | Grön      | 1.0               | 18                |       |

## Mindre vanliga kontakter
Dessa kontakter är mindre vanliga, och kopplingen av dessa kan mycket väl skilja sig från vad som anges här, likaså användningsområdet. Kontakterna kan t.ex. användas för arbetsbelysning etc.

### SAE J560 liknande, typ 1

7-polig släpvagnskontakt liknande SAE J560 (dragfordonssida).

Trots att denna uppvisar fysiska likheter med SAE J560 är den inte elektriskt kompatibel, och bör undvikas. Koppling bör ske enligt SAE J560 istället för att undvika problem.
| Nr | DIN | Signal                      | Kabelfärg | Rek. Ledningsarea | Rek. Ledningsarea | Noter |
| Nr | DIN | Signal                      | Kabelfärg | mm²               | AWG               | Noter |
| -- | --- | --------------------------- | --------- | ----------------- | ----------------- | ----- |
| 1  | 31  | Jord (-)                    | Vit       | 10                | 8                 |       |
| 2  | 15  | +12V styrd via tändning     | Svart     | 10                | 8                 |       |
| 3  | L54 | Vänster blinkers, Bromsljus | Gul       | 4                 | 12                |       |
| 4  |     | Backlampa                   | Röd       | 6                 | 10                |       |
| 5  | R54 | Höger blinkers, Bromsljus   | Grön      | 4                 | 12                |       |
| 6  | 58  | Bakljus, skyltlykta         | Brun      | 4                 | 12                |       |
| 7  |     | Elektrisk broms             | Blå       | 6                 | 10                |       |

### SAE J560 liknande, typ 2

7-polig släpvagnskontakt liknande SAE J560 (dragfordonssida).

Trots att denna uppvisar fysiska likheter med SAE J560 är den inte elektriskt kompatibel, och bör undvikas. Koppling bör ske enligt SAE J560 istället för att undvika problem.
| Nr | DIN | Signal                      | Kabelfärg | Rek. Ledningsarea | Rek. Ledningsarea | Noter |
| Nr | DIN | Signal                      | Kabelfärg | mm²               | AWG               | Noter |
| -- | --- | --------------------------- | --------- | ----------------- | ----------------- | ----- |
| 1  | 31  | Jord (-)                    | Vit       | 10                | 8                 |       |
| 2  |     | Backlampa                   | Röd       | 6                 | 10                |       |
| 3  | L54 | Vänster blinkers, Bromsljus | Gul       | 4                 | 12                |       |
| 4  | 15  | +12V styrd via tändning     | Svart     | 10                | 8                 |       |
| 5  | R54 | Höger blinkers, Bromsljus   | Grön      | 4                 | 12                |       |
| 6  | 58  | Bakljus, skyltlykta         | Brun      | 4                 | 12                |       |
| 7  |     | Elektrisk broms             | Blå       | 6                 | 10                |       |

### 6-polig rektangulär kontakt

6-polig rektangulär kontakt (dragfordonssida).

Eftersom denna kontakt har stift i två rader så är den inte bakåtkompatibel med de 4-poliga och 5-poliga flata kontakterna.
| Nr | DIN | Signal                      | Kabelfärg | Rek. Ledningsarea | Rek. Ledningsarea | Noter |
| Nr | DIN | Signal                      | Kabelfärg | mm²               | AWG               | Noter |
| -- | --- | --------------------------- | --------- | ----------------- | ----------------- | ----- |
|    | 31  | Jord (-)                    | Vit       | 4                 | 12                |       |
|    |     | Elektrisk broms             | Blå       | 4                 | 12                |       |
|    | 15  | +12V styrd via tändning     | Röd       | 4                 | 12                |       |
|    | R54 | Höger blinkers, Bromsljus   | Grön      | 1.5               | 16                |       |
|    | 58  | Bakljus, skyltlykta         | Brun      | 1.5               | 16                |       |
|    | L54 | Vänster blinkers, Bromsljus | Gul       | 1.5               | 16                |       |

### 5-polig rund kontakt

5-polig rund kontakt (dragfordonssida).

Denna kontakt är mindre vanlig, och kan ha helt andra kopplingar än den som anges här. Den som anges här är samma som för den 6-poliga runda kontakten med mittstiftet (backljus) uteslutet.
| Nr | DIN | Signal                      | Kabelfärg | Rek. Ledningsarea | Rek. Ledningsarea | Noter |
| Nr | DIN | Signal                      | Kabelfärg | mm²               | AWG               | Noter |
| -- | --- | --------------------------- | --------- | ----------------- | ----------------- | ----- |
|    | 31  | Jord (-)                    | Vit       | 4                 | 12                |       |
|    | L54 | Vänster blinkers, Bromsljus | Gul       | 1.5               | 16                |       |
|    | R54 | Höger blinkers, Bromsljus   | Grön      | 1.5               | 16                |       |
|    |     | Elektrisk broms             | Blå       | 4                 | 12                |       |
|    | 58  | Bakljus, skyltlykta         | Brun      | 1.5               | 16                |       |

### 4-polig rund kontakt

4-polig rund kontakt (dragfordonssida).

Denna kontakt finns i vissa fall istället för den flata 4-poliga kontakten.
| Nr | DIN | Signal                      | Kabelfärg | Rek. Ledningsarea | Rek. Ledningsarea | Noter |
| Nr | DIN | Signal                      | Kabelfärg | mm²               | AWG               | Noter |
| -- | --- | --------------------------- | --------- | ----------------- | ----------------- | ----- |
|    | 31  | Jord (-)                    | Vit       | 1.5               | 16                |       |
|    | L54 | Vänster blinkers, Bromsljus | Gul       | 1.0               | 18                |       |
|    | R54 | Höger blinkers, Bromsljus   | Grön      | 1.0               | 18                |       |
|    | 58  | Bakljus, skyltlykta         | Brun      | 1.0               | 18                |       |

### Teckenförklaring
| Exempel | Beskrivning |
| ------- | ----------- |
|         | Hylsa       |
|         | Pinne       |